# Lamposaari (ö i Mellersta Finland, Joutsa)
Lamposaari är en ö i Finland. Den ligger i sjön Iso Suojärvi och i kommunen Joutsa i den ekonomiska regionen  Joutsa ekonomiska region  och landskapet Mellersta Finland, i den södra delen av landet, 180 km norr om huvudstaden Helsingfors. Öns area är 3,8 hektar och dess största längd är 410 meter i nord-sydlig riktning.